# Iseo y Dodosound
Iseo y Dodosound, stylisé Iseo & Dodosound, est un groupe espagnol de reggae, originaire du Pays basque. Le groupe a tourné dans des pays comme le Brésil, le Pérou, l'Inde, l'Italie et la France,,,,.

## Histoire
Dodosound commence la musique en tant que mixeur en 2004, influencé par le hip-hop et les DJ du monde du turntablism, à la fois en solo et dans certains groupes de rap de Pampelune. Avant de créer le groupe avec Iseo, il fait partie de différents groupes de hip-hop tels que Raperos de Emaús et est également membre actif de la scène musicale alternative au Pays basque. En 2012, il commence à enregistrer ses premières chansons avec le groupe Iseo y Dodosound.
Iseo connait plusieurs formations musicales entre Pampelune, sa ville natale, et Barcelone. Elle réalise différents projets solo accompagnée de sa guitare et d'un looper, créant sa marque dans le monde musical. Avant d'atteindre les grandes scènes, elle joue dans de petites salles et bars de Barcelone. En 2016, elle sort son premier album, Last Night, avec lequel elle se fait connaître en tant qu'auteure-compositrice-interprète. Jouant du piano depuis son enfance et dotée d'une voix naturelle, Iseo évolue dans les styles musicaux de la soul, de la pop et du rhythm and blues.
En 2013, chacun d'entre eux publie séparément son modèle et accepte de les échanger. Dodosound propose à Iseo de faire ensemble une chanson combinant leurs influences. Les deux, déjà consolidés en tant que groupe, sortent leur premier travail commun en juin 2014. Il s'agit d'un single de deux chansons Dibi dibi. Mais ce n'est qu'en avril de l'année suivante qu'ils se présentent officiellement comme duo avec le LP Cat Platoon (2015), enregistré et édité entièrement par le couple navarrais. Cat Platoon est composé de dix chansons aux influences allant du rub-a-dub des années 1980 au dub plus contemporain. L'album se distingue par le soin apporté à sa production, à la basse et à la boite à rythmes. Le duo joue généralement accompagné des instruments du saxophone ténor Rocko et du trompettiste Alberto Sanzol. Ils sont également accompagnés par Roberto Sánchez (Ras Telford), avec son mélodica sur la chanson Freedom et Iñigo Xalbador, saxophoniste sur Lonely Sax.
Le 2 juin 2017, ils sortent leur deuxième album, « Roots in the Air », publié par le label Mundo Zurdo, où ils montrent leur évolution musicale sans perdre leur naturel et leur esprit original.

## Discographie
- 2015 : Cat Platoon (Twin Cats Records)
- 2019 : Roots in the Air
- 2022 : Blossom (WMG)
- 2024 : En la tormenta (Twin Cats Records)